# Казе Бенедети (Пистоја)
Казе Бенедети је насеље у Италији у округу Пистоја, региону Тоскана.
Према процени из 2011. у насељу је живело 47 становника. Насеље се налази на надморској висини од 44 м.